# Bothon de Bessin
Bothon de Bessin ou Bothon de Bayeux, ou encore Bethon, est un seigneur Normand appartenant à l'entourage de son jarl Rollon, d'abord comme important chef de guerre Viking puis en tant qu'intendant à sa Cour. Il sert également sous le règne de Guillaume Longue-Épée, fils de Rollon.
Il est participe à la destruction de Bayeux puis à sa reconstruction quelques décennies plus tard.

## Biographie

### De chef viking...
Vers 890, tandis que Rollon assiégeait Paris, Bothon orchestre le siège infructueux de Bayeux, durant lequel il est fait prisonnier par Berenger II de Neustrie, comte de la ville. Il est libéré contre une trêve d'un an. Par la suite, Bayeux et sa population sont anéantis en représailles dans les années qui suivent par Rollon.
Bothon tente de prendre le bourg de Croisic lors d'une expédition mais en aurait été dissuadé par une apparition de saint Aubin, évêque d'Angers au VIe siècle, à la tête des assiégés croisicais.

### ... à comte Normand
Après le traité de Saint-Clair-sur-Epte en 911, qui reconnait à Rollon le contrôle de la Neustrie, Bothon reçoit dans son apanage le comté de Bessin, Ce territoire s'étend jusqu'à l'Orne, tient Bayeux pour ville principale et comprend, entre autres, Saint Lô et Torigny,. Quelques décennies plus tard, Bothon prend en charge la reconstruction de Bayeux en redressant sa cathédrale, ses églises et ses habitations. Son image étant parfois associée à la ville de par son titre carolingien de comte, certaines sources le nomment Bothon de Bayeux,.
Après la mort de Rollon vers 932, Bothon continue d'exercer une influence à la Cour du nouveau Jarl, Guillaume Ier de Normandie fils du défunt et désigné comme son successeur par anticipation.
Vers 934, Bothon participe à la défense victorieuse de Rouen face à la révolte de barons normands menée par Riulf — autre Viking —, durant laquelle Bothon a, avec Anslech de Bricquebec et Bernard le Danois, un rôle de conseiller auprès de Guillaume Longue-Épée, l'encourageant à combattre sans l'aide des Francs,. À l'issue de cette bataille, après qu'on a apporté à Guillaume Longue-Épée la nouvelle de la naissance de son fils, Bothon est dépêché à Fécamp par son chef aux côtés de l'évêque de Bayeux, Henri Ier, afin que le nouveau-né reçoive le baptême,.
Bothon assure enfin l'éducation de Richard Ier de Normandie, fils de Guillaume Longue-Épée, ce dernier souhaitant s'assurer que son fils parle danois, la langue de ses ancêtres,.

## Surnom
Bothon est surnommé Curtus, ou le Bref (de l'anglais the Short),.